# Deuben
Deuben là một đô thị thuộc huyện Burgenland, bang Sachsen-Anhalt, Đức. Đô thị Deuben có diện tích 8,78 km², dân số thời điểm ngày 31 tháng 12 năm 2006 là 1136 người.